# Resolució 1121 del Consell de Seguretat de les Nacions Unides
La Resolució 1121 del Consell de Seguretat de les Nacions Unides, adoptada per unanimitat el 22 de juliol de 1997 després de recordar que el manteniment de la pau i la seguretat internacionals és un dels propòsits fonamentals de les Nacions Unides, va decidir establir la medalla Dag Hammarskjöld com a homenatge al sacrifici dels qui han perdut la vida prestant serveis en operacions de manteniment de la pau, nomenada així pel segon Secretari General Dag Hammarskjöld.
El Consell també va recordar que el Premi Nobel de la Pau de 1988 va ser concedit a les forces de manteniment de la pau de les Nacions Unides. Va reconèixer que més de 1.500 persones de 85 països que havien donat la vida en operacions de manteniment de la pau i que la medalla Dag Hammarskjöld serviria com a tribut al seu sacrifici. Se li va demanar al Secretari General Kofi Annan que establís els criteris i procediments per a la concessió i administració de la medalla, i als altres Estats membres a cooperar en la concessió de la mateixa.